# Station Nový Drahov
Station Nový Drahov is een spoorwegstation in het Tsjechische dorp Hájek, in het zuiden van de gemeente Skalná. Station Nový Drahov is genoemd naar het een kilometer naar het zuidwesten gelegen dorp Nový Drahov, onderdeel van de gemeente Třebeň. Het station ligt aan spoorlijn 146 tussen Cheb en Luby, in het district Cheb. Het station wordt beheerd door de nationale spoorwegonderneming České dráhy in samenwerking met de Staatsorganisatie voor spoorweginfrastructuur (SŽDC). Bij station Nový Drahov vindt geen verkoop van tickets plaats, treinkaartjes moeten in de trein aangeschaft worden.
Cheb ↔ Tršnice ↔ Třebeň ↔ Nový Drahov ↔ Vonšov ↔ Skalná ↔ Velký Luh ↔ Nový Kostel ↔ Dolní Luby ↔ Luby u Chebu